# グッドコムアセット
株式会社グッドコムアセットは東京都新宿区に本社を置く不動産会社。
個人投資家や不動産販売業者に東京23区の投資用マンションを販売する。2005年創業、2016年12月にジャスダック上場。2017年6月27日付で東京証券取引所第二部に市場変更。2018年4月24日付で東京証券取引所第一部に指定替え。
関連会社として、株式会社グッドコム、株式会社ルームバンクインシュア、株式会社キャピタルサポートコンサルティング、株式会社グッドコムアセット投資顧問がある。支配株主は長嶋義和（社長）と長嶋弘子。
「ジェノヴィア(GENOVIA)」ブランドを展開する。
2025年4月3日に福岡証券取引所本則市場にも上場。

## 顧客層
個人では地方公務員を主要顧客とし、名簿を利用したセールス電話により顧客勧誘を行う。日本の不動産を投資対象とする中国の個人投資家も顧客とする。